# Austrolimnophila epiphragmoides
Austrolimnophila epiphragmoides är en tvåvingeart som först beskrevs av Alexander 1913.  Austrolimnophila epiphragmoides ingår i släktet Austrolimnophila och familjen småharkrankar. Inga underarter finns listade i Catalogue of Life.